# Christopher Nöthe
Christopher Nöthe (Castrop-Rauxel, 3 gennaio 1988) è un ex calciatore tedesco, di ruolo attaccante.

## Palmarès

### Club

#### Competizioni nazionali
- Campionato tedesco di seconda divisione: 1

Greuther Fürth: 2011-12